# Condado de New Hanover
O Condado de New Hanover é um dos 100 condados do estado americano da Carolina do Norte. A sede do condado é Wilmington, e sua maior cidade é Wilmington. O condado possui uma área de 849 km² (dos quais 334 km² estão cobertos por água), uma população de 160 307 habitantes, e uma densidade populacional de 311 hab/km² (segundo o censo nacional de 2000). O condado foi fundado em 1729.